# Stenomacrus longipes
Stenomacrus longipes är en stekelart som beskrevs av Jussila 1996. Stenomacrus longipes ingår i släktet Stenomacrus och familjen brokparasitsteklar. Inga underarter finns listade i Catalogue of Life.